# Miyoko Asō
Pour les articles homonymes, voir Asō.
Miyoko Asō (麻生 美代子, Asō Miyoko), née le 7 avril 1926 à Tōkyō et morte le 25 août 2018, était une seiyū japonaise.

## Rôles
- Pinako Rockbell dans Fullmetal Alchemist
- Fune dans Sazae-san
- Cologne dans Ranma ½